# Comuna Velîka Kameanka, Colomeea
Velîka Kameanka (în ucraineană Велика Кам`янка) este o comună în raionul Colomeea, regiunea Ivano-Frankivsk, Ucraina, formată din satele Fatoveț și Velîka Kameanka (reședința).

## Demografie
Componența lingvistică a comunei Velîka Kameanka
     Ucraineană (99,6%)
     Alte limbi (0,41%)
Conform recensământului din 2001, majoritatea populației comunei Velîka Kameanka era vorbitoare de ucraineană (99,6%), existând în minoritate și vorbitori de alte limbi.